# Речицький район
Ре́чицький райо́н (біл. Рэчыцкі раён) — адміністративна одиниця в Гомельській області Білорусі. Адміністративний центр — місто Речиця.

## Географія

Площа району становить 2690 км кв (5-те місце). Район межує із Жлобінським, Буда-Кошелевським, Гомельським, Лоєвським, Хойницьким, Калинковицьким і Світлогорським районами Гомельської області.
Основні річки — Дніпро, Березіна, Ведрич, Днєприк.
На території району розташовані два міста — Речиця і Василевичі.

## Історія
Район утворений 8 грудня 1926 року. З 9 червня 1927 року по 26 липня 1930 року в Гомельському окрузі, з 20 лютого 1938 року в Гомельській області.
16 вересня 1959 року в результаті укрупнення до району приєднана Бабицька, Дубровська, Короватицька і Василевицька сільради й місто Василевичі скасованого Василевицького району.
Згідно з археологічними дослідженнями територія Речицького району була заселена племенами первісних мисливців у середньому палеоліті (близько 100 тис. років тому). Самою ранньою з палеотичених є стоянка в селі Берегова Слобода (6-5-те тис. до н. е.).
Безпосередніми предками сучасних жителів Речицького району є слов'янські племена дреговичів. Місто Річиця виникло і виросо на місці їхнього поселення на відомому торговельному шляху «з варяг у греки». Перше літописне згадування про нього в Густинському літописі припадає на 1213 рік. Назву своє одержало від притоки Дніпра річки Речиця, що впадала в нього в районі древнього городища.

### У складі Литви та Польщі
Протягом XI—XIII сторіч речицькі землі належали переважно київському й чернігівському князям. До складу Великого князівства Литовського Річиця ввійшла в період князювання Гедиміна (1316–1341), в 1564–1566 р.р. вона стає центром Річицького повіту Мінського воєводства Великого князівства Литовського, пізніше — повітовим містом Речі Посполитої, а з 1793 р. входить до складу Російської імперії. Повітовим містом Мінської губернії Річиця стає в 1797 році.
Наприкінці XIV століття містом володів литовський князь Вітовт (1392–1430), що побудував тут укріплений замок «із соснового дерева». Замок простояв більше двохсот років і був спалений козацькими загонами Золоторенко в 1654 році.
У числі перших білоруських міст в 1511 році Річиця одержала магдебурзьке право, що підтверджувалося двічі в 1561 і 1596 роках. Городяни звільнялися від ряду феодальних повинностей, могли займатися ремеслом, торгівлею й землеробством, вибирати міські органи влади — магістрат, суд, створювати ремісничі об'єднання-цехи.
В 1634 році речицький староста Олександр Слушко побудував у місті домініканський монастир і костьол при ньому. Саме тут була відкрита перша бібліотека, що нараховувала 270 томів. Перша православна церква, що одержала назву Воскресенської, існувала в місті з кінця XI століття. Згодом її замінив Святий-Успенський собор, освячений в 1872 році.
Не раз річичанам доводилося боротися за незалежність свого краю. В XIII столітті вони боролися з перекопськими татарами, в 1410 році річицька дружина воювала під Грюнвальдом, жителі міста брали участь у козацько-селянських повстаннях Северина Наливайка в 1595 році й Богдана Хмельницького в 1648–1654 роках. Саме тоді були складені перший малюнок і план Річиці. Авторами їх є відповідно роттердамський живописець Вестерфельд фон Авраам і артилерійський капітан польської армії Ейгерд Христофор.
Після війни Росії з Річчю Посполитою 1654–1657 р.р. місто втратило своє стратегічне значення, його зміцнення стали руйнуватися. Привілеєм від 15 липня 1734 року великого князя ВКЛ і короля Польщі Августа III Річиця була віддана у володіння Раддзивілам.
Під час Вітчизняної війни 1812 року Речиця слугувала головним складом Південної російської армії й тимчасовою резиденцією мінського губернатора.
На початку XIX століття в місті було 316 дерев'яних будинків, дві дерев'яні православні церкви, дерев'яний католицький монастир і синагога. Жителів налічувалося 1770 чоловік, основний їхній відсоток — 83 — становили міщани. Основними заняттями городян були землеробство, рибальство, ремісничі промисли й сплав лісу. Річиця була в оренді, а потім в «довічному» володінні баронеси Корф.

### Під владою Російської імперії
Приєднання до Росії створило умови для більше швидкого розвитку економіки. На території Річицького повіту на початку XIX століття були побудовані кілька поташних заводів, у селі Гута у володіннях Сіверса завод по виготовленню скла. Ринком збуту поташу, смоли й дьогтю були Одеса, Кременчук, Херсон. Вони доставлялися туди по Дніпру й користувалися більшим попитом. Поміщики Речицького повіту мали чималий прибуток і від продажу лісу, що сплавляли в Україну.
На овчарних заводах було налагоджене виготовлення сукна для потреб армії. Надлишки продукції продавалися на щорічних ярмарках 9 травня й 6 грудня. Вони тривали до 7 днів, оборот їх становив до 30 000 руб.
У зв'язку з повстанням під керівництвом К.Калиновського (1863–1864) у місті й повіті почалися хвилювання. У Речиці був уведений воєнний стан. Багато хто співчував повсталим. Люди носили жалобні нарукавні пов'язки по страченим К.Калиновському й С.Сераковському.
В 20-30-ті роки XIX століття місто з'єдналося поштовим трактом з Мінськом. Він проходив через Горваль, Бобруйськ, Ігумен. Тракт на Чернігів був через Холмеч і Лоєв.
6 квітня 1845 року Миколою I був затверджений герб Річицького повіту. Сенатський указ про нього набутив чинності закону 9 червня того ж року.
Кінець XIX століття відзначений подіями важливими для розвитку Річицького повіту. В 1873 р. він став місцем проведення робіт Західної експедиції по осушенню боліт. Головною її метою було збільшення доходів скарбниці з державних лісових і лугових угідь і підготовка ліній під майбутню залізницю. 1878 року у Василевичах була створена метеорологічна станція, одна з найстарших у Республіці, а в 1882 — відкрито пароплавне сполучення по Дніпру. Рух по ділянці Поліської залізниці Гомель-Лунінець через Речицю почався в 1886 році. І вже в 90-ті роки XIX століття із залізничної станції «Речиця» щорічно відправлялося близько 1 млн. 300 тисяч пудів різноманітних вантажів, 160 тисяч пудів — оборот вантажів з річицької пристані.
Відповідно до Першого Загального перепису населення Російської імперії 1891 року Речицький повіт мав 23 волості, 749 населених пунктів. Площа становила 11 087,5 кв. верст, населення — 221 771 чоловік. У Річиці було 9 280 жителів. Працювали 2 лісопильні, 2 пивомедоваренних заводи, маслозавод і завод по виготовленню цегли. У місті функціонували парафіяльне училище, 2-х класне народне єврейське училище, кілька єврейських молитовних шкіл. Майже 60 % населення міста становили євреї.

### Радянські часи
Початок XX століття в місті й повіті було відзначено численними страйками, страйками, демонстраціями, мітингами трудящих проти існуючого режиму. Тільки в 1913 році в селах повіту відбувся 21 такий виступ.
1(14) листопада 1917 року в місті й повіті встановлена Радянська влада. Був обраний виконком Річицької Ради трудівників, солдатських і селянських депутатів. У нього ввійшли Н. Д. Щербитов — голова, А. С. Костенко — секретар, Е. П. Міцкевич, П. И. Мілюков, Я. Е. Демидов, В. А. Мещерський — члени.
1918–1921 — роки окупації міста й повіту військами Німеччини і Польщі, боротьби з бандами Галака, Струка, Булак-Балаховича. Величезний матеріальний збиток нанесений за цей час господарству міста й повіту, але попри голод і розруху вже в 1921 році дала перший струм Річицька електростанція, в 1923 році в лад діючих підприємств вступили сірникова фабрика «Дніпро» і фанерний завод. До початку 1924 року на повну потужність став працювати цвяховий завод. 1925 року в Речиці було сім державних промислових підприємств із загальним числом робітників 1 248 чоловік. Випуск валової продукції в рік склав 2 769 400 руб.
В 1926 році Гомельська губернія входить до складу БРСР. Речиця стає центром Річицького округу, а 8 грудня 1926 року в складі Річицького округу утворений Речицький район.
Кінець 20-х і початок 30-х років XX століття роки активного колгоспного будівництва в Речицькому районі. Перші колгоспи були створені в середині 1929 року: «ім. Калініна» (село Прокисель), «ім. Дзержинського» (село Ровенська Слобода), «Ленінський шлях» (село Ямпіль), «Паросток соціалізму» (село Глибів) і інших. Наприкінці 1929 року в Річицькому районі було 17 колгоспів. У них входило 503 родини. Суспільний фонд господарств становив 5 076 га орної землі, 1 903 га сінокісних угідь, 76 га садів. До середини 1930 року в районі було вже 45 колгоспів, які поєднували 3 400 родин. 1933 року врожайність сільськогосподарських культур по районі була наступною: жито — 10,5 ц із га, озима пшениця — 11,5, пшениця ярова — 9,4, ячмінь — 12 ц із га. Господарства району мали 6 817 голів великої рогатої худоби, у тому числі 2 703 корови. На колективних фермах утримувалося 1 315 овець. До 1933 року район спеціалізувався на вирощуванні конопель і картоплі. 1934 року став спеціалізуватися на тваринництві.
В 1940 році в районі функціонувало 80 колгоспів. Загальна площа сільськогосподарських угідь становила 99 724 га, орної землі — 33 233 га. У районі було: 80 молочно-товарних ферм, 71 вівцеферма, 58 свинарських ферм.
У ці роки бурхливими темпами йде й промислове будівництво. За роки трьох довоєнних п'ятирічок у Речиці й районі були побудовані й уведені в дію механізована сірникова фабрика «X-й Жовтень», завод дубильних екстрактів ім. К.Ворошилова, винзавод, хлібозавод, крохмальний завод, льонозавод, суднобудівна верф.
В 1938 р., у результаті нового адміністративно-територіального поділу сучасної Гомельщени, були утворені дві області — Гомельська й Поліська. 15 січня 1938 року Речиця й Речицький район увійшли до складу Гомельської області, а 27 вересня місту наданий статус міста обласного підпорядкування. Василевичі стали районним центром Поліської області.
Населення передвоєнної Речиці становило близько 30 тисяч чоловік, району — майже 57 тисяч.
23 серпня 1941 року Речиці й район були окуповані німецько-фашистськими загарбниками. За час окупації вони знищили понад 5 тисяч чоловік. Їм чинили опір у місті 5 груп патріотичного підпілля, в районі діяли дві партизанські бригади: ім. Ворошилова й «Месник», районне підпілля. 18 листопада 1943 року Річиця була звільнена військами Білоруського фронту.
Післявоєнні роки стали для Речиця роками другого народження. Відновлювалися старі підприємства, будувалися нові. Снову вступили в лад цвяховий завод, завод дубильних екстрактів, зданий в експлуатацію домобудівний комбінат. Відновлено й заново побудовані суднобудівельно-судноремонтний завод, комбінат хлібопродуктів, хлібозавод, кераміко-трубний завод, завод «Термопласт».
Дійсною великою подією для Речиці й району стало відкриття в серпні 1964 року Речицького родовища нафти. 29 квітня 1965 року перші її тонни влилися в магістральний нафтопровід «Дружба».
Майже за 40 років, що пройшли відтоді, створена унікальна для Білорусі галузь, багато в чому, що впливає на економічне благополуччя Республіки. На сьогоднішній день тільки в об'єднання «Бєлоруснефть» входить 25 структурних підрозділів із широким діапазоном діяльності. На території Поліської западини відкрите 61 родовище нафти, пробурено майже 20 мільйонів метрів гірських порід, закінчене будівництво близько 1 400 шпар, добуто більше 100 млн тонн нафти (дані на 1998 рік).
Певні успіхи мало в 70-ті роки й сільське господарство. З кожного гектара було вирощено по 15 ц зернових. У радгоспі «Ведрич» гектар дав по 31,2 центнери. Урожай картоплі склав 266 ц із гектара. На сто га сільгоспугідь було отримано по 180 ц молока. Господарство було відзначено Пам'ятним прапором ЦК КПБ, Ради Міністрів БРСР і Білсовпрофа.
Найбільшим випробуванням для промисловості й сільського господарства стали 90-ті роки. Але вже до кінця їх за спадом виробництва настав його неухильний ріст. І тепер рік у рік промисловість і сільське господарство набирають обороти. Про цьому особливо говорять досягнення передовиків сільського господарства Річицького району, кількаразових переможців обласних і республіканських змагань по збиранню зернових і вихід продукції річицьких промислових підприємств на світовий ринок.

## Демографія
Населення району — 105 000 чоловік (2-ге місце), у тому числі в міських умовах проживають 70 800 чоловік. Усього налічується 190 населених пунктів.

## Економіка
За 2004 рік промисловими підприємствами району зроблено продукції на суму 229,6 млрд руб

## Транспорт
Через район проходять залізниця й шосе Гомель — Калинковичі, а також автомобільні дороги на Лоєв, Хойники, Бобруйськ, Жлобин. По Дніпру й Березині здійснюється судноплавство.

## Відомі особистості
У районі народились:
- Дворнік Володимир Андрійович (* 1963) — білоруський політик (с. Ровенська Слобода).
- Сис Анатоль Тихонович (1959—2005) — білоруський поет.